# Ust´-Kataw
Ust´-Kataw (ros. Усть-Катав) – miasto w obwodzie czelabińskim, siedziba zakładów produkcji wagonów im. Kirowa, produkujących m.in. tramwaje KTM.
W mieście urodził się Oleg Znarok.

## Nauka i oświata
W mieście znajduje się filia Południowouralskiego Uniwersytetu Państwowego.